# 欧石鸡
欧石鸡（Alectoris graeca），鸟纲鸡形目雉科石鸡属的一个种。全身体羽灰色，其显著特征为从前额起至上胸的黑色花纹。主要分布于欧亚大陆。